# Monticelli
Monticelli is een plaats (frazione) in de Italiaanse gemeente Teramo.

## Geboren in Monticelli
- Agnolo Bronzino (Il Bronzino) (1503-1572), kunstschilder (maniërisme)